# Coccopygia
Coccopygia är ett fågelsläkte i familjen astrilder inom ordningen tättingar: Släktet omfattar här tre arter som förekommer i Afrika söder om Sahara:
- Grönryggig astrild (C. quartinia)
- Angolaastrild (C. bocagei)
- Svartkindad astrild (C. melanotis)